# Poecilopsis ancilla
Poecilopsis ancilla là một loài bướm đêm trong họ Geometridae.